# Ípsilon de la Quilla
Ípsilon de la Quilla (υ Carinae) és un estel a la constel·lació de la Quilla de magnitud aparent +2,92. Forma l'asterisme de la Creu del Diamant al costat de Miaplacidus (β Carinae), θ Carinae i ω Carinae. Ostenta el fosc nom de Vathorz Prior, d'origen nòrdic antic-llatí, el significat del qual és «la que precedeix en la línia de flotació», probablement en referència a la línia de flotació de la Nau Argos.
Ípsilon de la Quilla és un estel binari situat, d'acord amb la nova reducció de les dades de paral·laxi d'Hipparcos, a uns 1.440 anys llum de distància del sistema solar. La component principal, Ípsilon de la Quilla A (HD 85123 / HR 3890), és una supergegant blanca de magnitud aparent +3,01 i tipus espectral A8Ib. Té una temperatura efectiva de 7.600 ± 350 K. Molt més gran que el Sol, el seu diàmetre és aproximadament 84 vegades més gran que el diàmetre solar. La seva velocitat de rotació projectada —aquest és un valor mínim que depèn de la inclinació del seu eix de rotació— és de 12 km/s.
La component secundària, Upsilon de la Quilla B (HD 85124 / HR 3891), és una gegant blanc-blavenca de magnitud aparent +6,26 i tipus espectral B7III. La seva temperatura efectiva és de 23.000 ± 1.600 K. La lluminositat conjunta del sistema és 15.100 vegades major que la del Sol.
La separació visual entre ambdós estels és de 5,03 segons d'arc. El període orbital del sistema és d'almenys 19.500 anys i la distància actual entre les dues components és d'aproximadament 2.000 UA. La seva edat s'estima en 12 milions d'anys.